# Acromastigum integrifolium
Acromastigum integrifolium är en bladmossart som först beskrevs av Coe Finch Austin, och fick sitt nu gällande namn av Alexander William Evans. Acromastigum integrifolium ingår i släktet Acromastigum och familjen Lepidoziaceae. Inga underarter finns listade i Catalogue of Life.